# نينجاغو كريستاليز
كرِيسْتاليز (بالإنجليزية: Crystalized)‏ (مُتبلور) هو الموسم الخامس عشر من المسلسل التلفزيوني نينجاغو (كان يسمى نينجاغو أبطال الإسبنجيستو قبل الموسم الحادي عشر). قام كل من Michael Hegner (مايكل هيغنر) و Tommy Andreasen (تومي أندريسن) بتأليف المسلسل، وقد بُث الموسم على جزأين: الأول في مايو 2022، وعرض الجزء الثاني في سبتمبر إلى أكتوبر 2022. مع أن الموسم كرِيسْتاليز يُعد ختام سلسلة Ninjago الأصلية، إلا أنه لا يمثل نهاية السلسلة Ninjago، حيث من المقرر عرض سلسلة جديدة للعلامة التجارية Lego Ninjago في عام 2023...

## البث
في كانون الثاني (يناير) 2021، صرح تومي أندريسن سيناريو على تويتر قائلًا: «إنه يجب على معجبي السلسلة الانتظار حتى عام 2022 حتى يتم إصدار الموسم».
My laughter fills the night - Haaa - Haaa!

### الإعلان الرسمي
أصدرت مجموعة Lego عدة مقاطع معاينة على قناتها الرسمية على YouTube قبل العرض الأولي للموسم، تضمنت المقاطع إعلان تشويقي رسمي وصدر في 29 أبريل 2022، ومقطع دعائي رسمي صدر في 20 مايو 2022.  في بيان صحفي لفرانس تي في برو بشأن الموسم، والذي صدر في مايو 2022، كُشف عن ملصق موسم رسمي وجرت مقارنات مع تصميم ملصق الإصدار المسرحي لـ Avengers: Endgame (المنتقمون: نهاية اللعبة). وكان من المقرر عرض الموسم الأول بفرنسا في 6 يونيو 2022. صدرت الحلقات الإنجليزية الإثني عشر الأولى على الإنترنت في قناة The Lego Group على YouTube في 20 مايو 2022، مع تقييد المشاهدة حسب المنطقة ولكن تمت إزالتها بعد ثلاثة أيام دون تفسير، ونُشرت مرة أخرى في 1 يونيو 2022. في نفس اليوم، تم عرضها أيضًا على Netflix. كما عُرضت في المملكة المتحدة لأول مرة على CITV في 6 يونيو 2022.
أُصدر المقطع الدعائي للجزء الثاني من الموسم في العرض بالحدث المباشر Lego Con 2022 بتاريخ 18 يونيو 2022. وأُعلن في حدث Comic Con 2022 أن النصف الثاني من الموسم سيصدر في أوائل أكتوبر على Neflix. وصُرح عن الحلقتان 13 و 14، تحت عنوان A Sinister Shadow و The Spider's Design، وقد عرضت سابقًا في Sky Go في نيوزيلندا في 18 سبتمبر 2022. أكدت Netflix الأسترالية لاحقًا أن النصف الثاني من الموسم سيصدر في 1 أكتوبر 2022.

## الأحداث
تبدأ قصة الموسم الخامس عشر بتكملة لما جرى في أحداث الموسم السابق بين طيات البحر (Seabound)، والتي تتوحد فيها نيا -إحدى شخصيات المسلسل الرئيسية- مع عنصرها «الماء» وتصبح واحدًا مع البحر للقضاء على الوحش البحري، وتضيع في المحيط.
يروي القسم الأول من سلسلة Crystalized محاولة فريق النينجا إنقاذ نيا من خلال إعادتها إلى شكلها البشري، وإضطرارهم إلى خرق القانون، ويصبح فريق النينجا مطلوبين لإرتكابهم جريمة أثناء محاولتهم إنقاذ نيا.
بينما يتمحور باقي الموسم حول عودة العدو القديم للنينجا «سيد الظلام»، تحت اسم مستعار جديد يسمى «الملك الكرستالي»، حيث يجمع سيد الظلام فريقًا من أعداء النينجا الذين هُزموا، ليُحاربوا فريق النينجا مرة واحدة وإلى الأبد والقضاء على مدينة نينجاغو ولويد الشخصية المحورية لهذا الموسم، يجمع سيد الظلام الأشرار في مجلس كرستالي (يتكون من أعداء مدينة نينجاغو السابقين هارومي وبايثور وأسفيرا وفانجليس ومستر.أف وميكانك)، بالإضافة إلى جيش كرستالي.